# ナデシコ

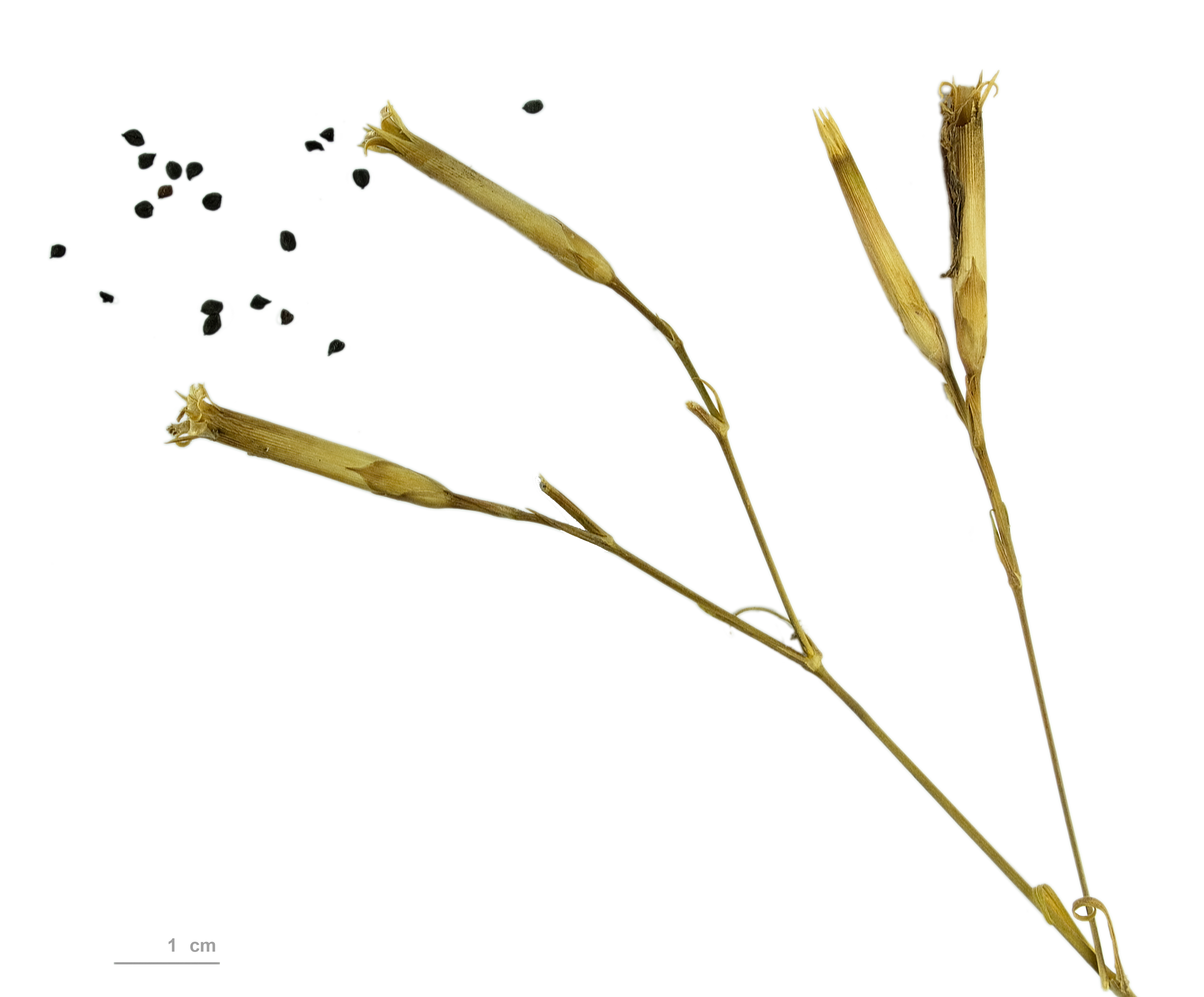
Dianthus superbus

ナデシコ（なでしこ、撫子、牛麦 、瞿麦）は、ナデシコ科ナデシコ属（Dianthus）のカワラナデシコ（学名: Dianthus  superbus var. longicalycinus）の異名である。またナデシコ属の植物の総称。蘧麦（きょばく）とも呼ばれる。語源はギリシア語の「DIOS（神）」「ANTHOS（花）」で、神より与えられた花、神聖な花を意味する。秋の七草の一つである。歌などで、「撫でし子」を掛詞にすることが多い。

## ナデシコ属
ナデシコ属 (Dianthus) はナデシコ科 (Caryophyllaceae) に属し、北半球の温帯域を中心に約300種が分布する。このうち、ヒメハマナデシコとシナノナデシコは日本固有種（日本にのみ自生）であり、他に日本にはカワラナデシコとハマナデシコが分布する。それらの特徴は次のようなものである。
カワラナデシコ (D. superbus L. var. longicalycinus (Maxim.) Williams)
カワラナデシコには、ナデシコ、ヤマトナデシコの異名もある。これはセキチク (D. chinensis L.) を古くは唐撫子（カラナデシコ）といったことに対する。ナデシコは古くは常夏（とこなつ）ともいった。これは花期が夏から秋に渡ることにちなむ。
エゾカワラナデシコ (D. superbus L. var. superbus)
カワラナデシコの基変種で、北海道、本州中部以北の日本を含むユーラシアの中北部に分布する。
タカネナデシコ (D. superbus L. var. speciosus Reichb.)
高山に分布し、本州中部以北と北海道の高山帯及びヨーロッパ、中国（東北）及び朝鮮に分布する。
ヒメハマナデシコ (D. kiusianus Makino)
九州、沖縄及び本州と四国の一部に分布する。
ハマナデシコ (D. japonicus Thunb.)
海岸沿いに分布し、本州（岩手、秋田県）以西の日本と中国に分布する。別名フジナデシコ。
シナノナデシコ (D. shinanensis (Yatabe) Makino)
本州中部に分布する。別名ミヤマナデシコ。
花の色は紅から淡いピンク色が多いが、園芸品種などでは白色や紅白に咲き分けるものなどもある。
ナデシコ属の園芸品種をダイアンサス (Dianthus) ということがあるが、本来はナデシコ属の学名である。また、カーネーション（和名: オランダナデシコ、D. caryophyllus L.）もナデシコ属である。

## 歴史および文化

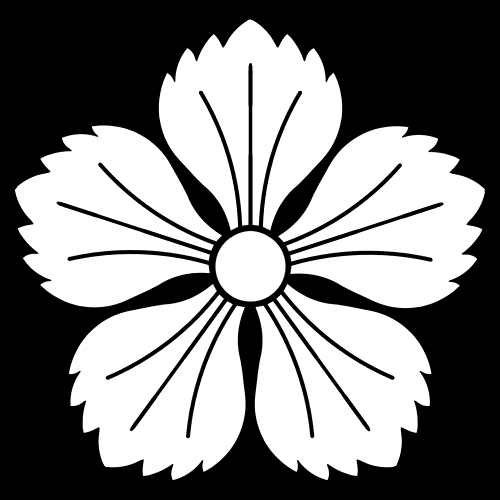
撫子紋

「撫でし子」と語意が通じることから、しばしば子どもや女性にたとえられ、和歌などに多く参照される。古くは『万葉集』から詠まれる。季の景物としては秋に取り扱う。また異名である常夏は『源氏物語』の巻名のひとつとなっており、前栽に色とりどりのトコナツを彩りよく植えていた様子が描かれている。
また、日本には悪霊退治の伝説も伝わっている。東国の山道に人が通ると災いを起こす悪魔の宿る岩があった。あるとき、島田時主という豪傑がこの岩の悪霊退治に出かけ、弓を取り、矢を放って岩に命中させたところ、その岩はおとなしくなった。ただ、放たれた矢は岩から抜けることなくそのまま花になったといわれ、その花がなでしこと伝わる。石に立った矢から花になったので、石竹（セキチク）とも呼ばれている。
ナデシコ属は古くから園芸品種として栽培され、また種間交雑による園芸種が多く作られている。中国では早くからセキチクが園芸化され、平安時代の日本に渡来し、四季咲きの性格を持つことから「常夏」と呼ばれた。

### 西洋
ヨーロッパではフランス南部および東部に自生していたD. caryophyllusが15世紀頃から栽培され始めたものがカーネーション (D. caryophyllus L.) の元とされる。17世紀にはイギリスで多数の品種が生まれ、オーリキュラやチューリップ等と共に大きく進展を見た。19世紀の主流は「ショウ・カーネーション」で、これは花弁の縁の鋸歯をなくし、幾何学的な整形に近づけたもので、現代のカーネーションとは異なっている。その後フランスのダルメイスが「パーペテュアル系」を1840年に作出、また1857年に同じくフランスで「マルメゾン系」が生まれ、これらが現代の営利用カーネーションに繋がっている。またカーネーションは江戸時代中頃までにオランダを通じて日本にも伝来している。
またイギリスでは18世紀の中頃からタツタナデシコ（英名: ピンク）の栽培が盛んとなり、1770年にはショウ・ピンクが出現して19世紀にはランカシア地方でことに愛好された。

### 江戸時代
江戸時代は平和な時代が続いたためもあり、史上空前の「園芸ブーム」を日本にもたらした。多くの花卉が栽培、育種され、ナデシコもその例にもれず観賞の対象となった。トコナツと在来のカワラナデシコが自然に交雑して豊かな変化を生じたともいわれ、一層の品種改良が進められ、宝暦年間にでた『絵本野山草』には「めづらしきなでしこ一重八重十重百重千重数百種あり。筆につくしがたく又なでしこにて撫子をはなれ物有」と記され、無数の品種が紹介されている。1838年には江戸でナデシコの花合せ（品評会）が開かれた記録があり、1863年には長谷静香によりナデシコの専門書「撫子培養手引草」が著わされるなど、ナデシコ栽培はキクやサクラソウ、ハナショウブ、アサガオなどと共に非常に盛んであった。

### 近代
江戸時代後期以降、ナデシコには2つの流れが生まれた。一つは「伊勢ナデシコ」であり、背丈は比較的高く、花弁が長く延びるもので、品種により20センチ以上にもなり下垂する。もともと伊勢では18世紀後半からナデシコ栽培が流行していたが、1841年に継松栄二が作出したと言われている。伊勢では伊勢ハナショウブ、伊勢ギクと共に松坂藩士を中心に古くから愛好されて来た。これらはいずれも花弁が下垂するのが特徴であり、特に伊勢ナデシコは京都や江戸でも広く栽培されていた。もう一つは「トコナツ」で、比較的矮性のものが多く、花型は一重咲き、八重咲きを含め色々あり、伊勢ナデシコと区別のつかないような花弁の長いものもあった。明治時代に入り1895年に大流行があり、更に1909年頃に再び流行を見た。以後番付表や専門書が出版されたが、太平洋戦争時に壊滅的な打撃を受け、現在ではほとんど当時の品種は残っていない。ただし一部の品種が、いわゆる「三寸セキチク」など、こんにちの営利用品種の元となった。

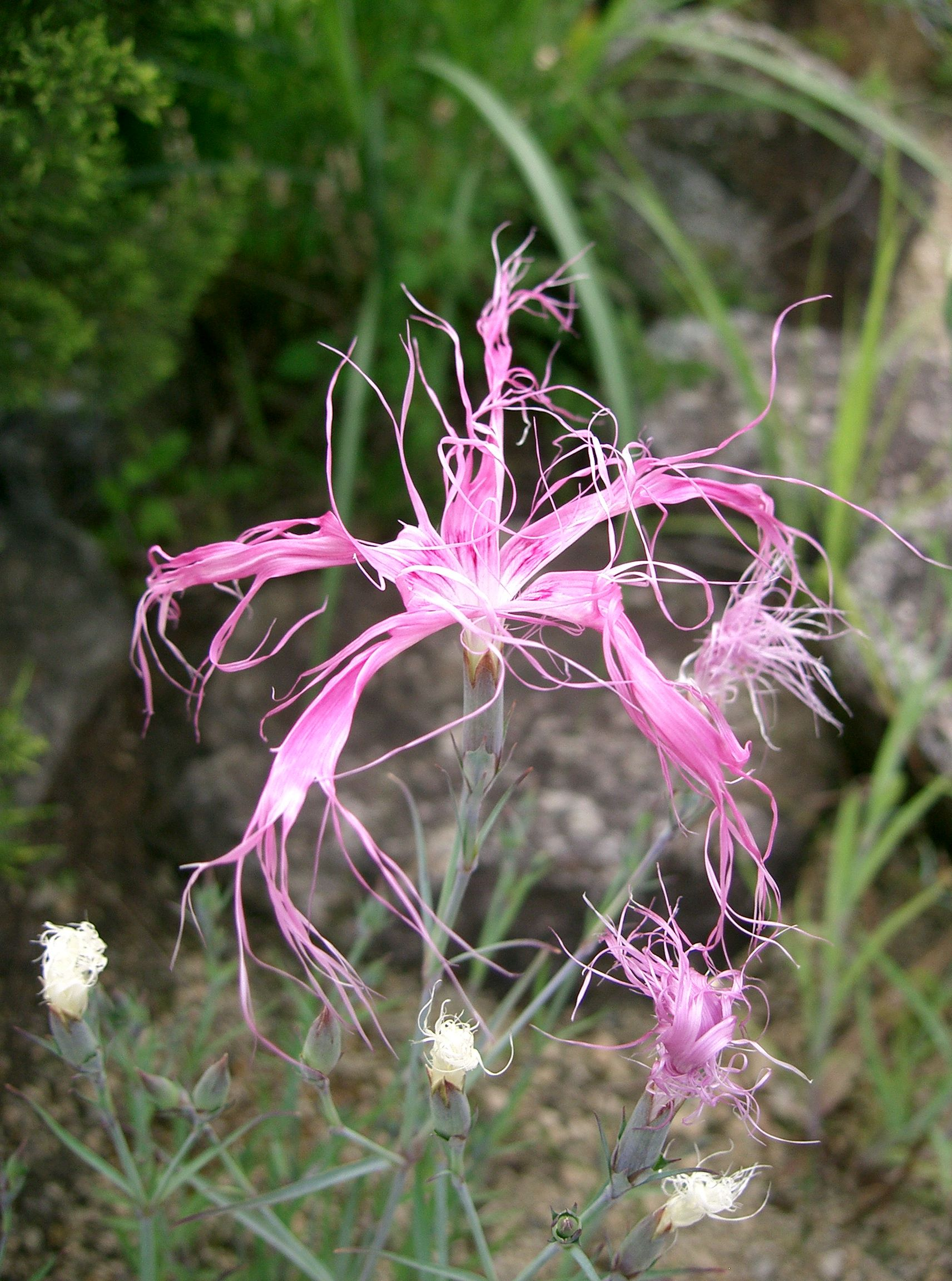
イセナデシコ Dianthus x isensis　Hirahata et Kitam.

この他日本に自生するハマナデシコ（フジナデシコ）D. japonicus Thunb. の園芸化も進んだ。
庭植え、鉢植え、根洗いなどに利用される。
しだれ桜、嵯峨ぎくと併せて京都府の府花に指定されている。

## 栽培
日照を好み、育成には水はけのよい用土が適する。砂利混じりのところや、傾斜地、石垣の上など乾きやすいところでも育てることができる。耐寒性は強いが、高温期の多湿に弱く、また古株になるほど生育は衰えていく。種やさし芽で数年ごとに株を更新していくのがよく、品種によっては一年草扱いもできる。乾燥には比較的強いが、生育・開花には十分な水分が必要になる。
さし芽、株分け、種で増やすことができる。さし芽は4月から6月か、9月から10月頃が適期。花芽のついていない若い芽を切り取ってさします。また、地際からの芽吹きが多く、株張りのよいものでは、株分けで増やすこともできる。

## 原種
- Dianthus alpinus L. Dianthus alpinus

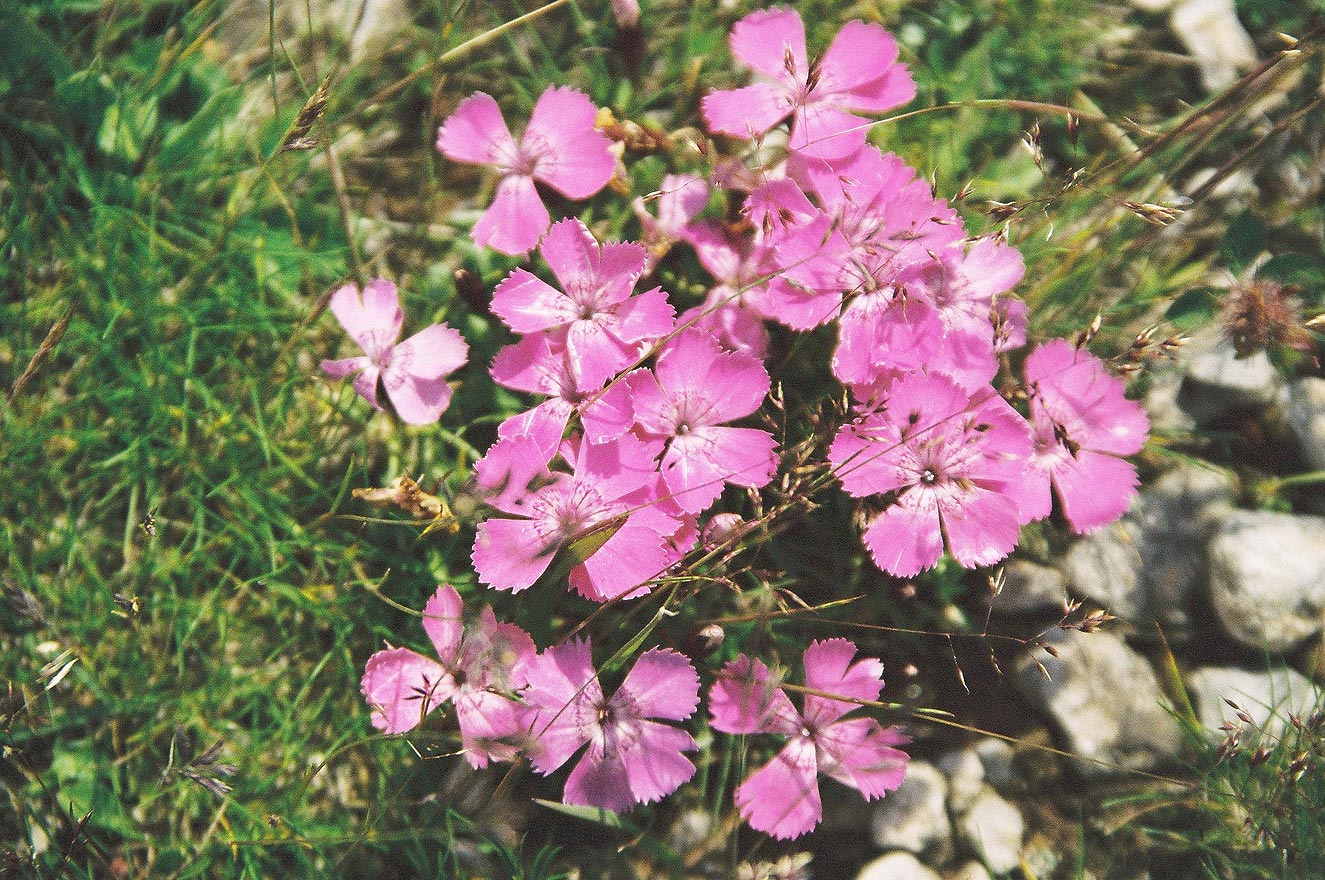
Dianthus alpinus

- Dianthus amurensis Jacques
- Dianthus anatolicus Boiss.
- Dianthus arenarius L.
- Dianthus armeria L. - ノハラナデシコ Deptford Pink
- Dianthus banaticus (Heuffel) Borbás
- Dianthus barbatus L. - アメリカナデシコ[11] or Sweet William
- Dianthus biflorus Sm.
- Dianthus brevicaulis Fenzl
- Dianthus callizonus Schott et Kotschy
- Dianthus campestris M. Bieb
- Dianthus capitatus Balb. ex DC.
- Dianthus carthusianorum L. - Carthusian Pink
- Dianthus caryophyllus L. - カーネーションまたはクローブ・ピンク Dianthus caryophyllus seed heads

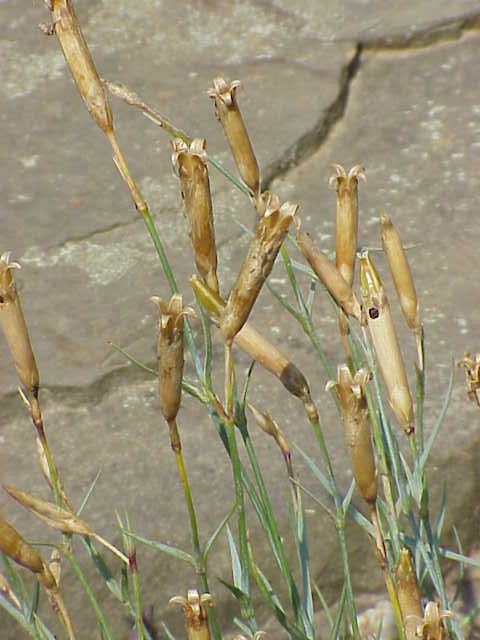
Dianthus caryophyllus seed heads

- Dianthus chinensis L. - セキチク
- Dianthus collinus Waldst. & Kit.
- Dianthus cruentus Griseb.
- Dianthus deltoides L. - Maiden Pink
- Dianthus erinaceus Boiss.
- Dianthus freynii Vandas
- Dianthus fruticosus L.
- Dianthus furcatus Balb.
- Dianthus gallicus Pers. - French Pink or Jersey Pink
- Dianthus giganteus d'Urv
- Dianthus glacialis Haenke
- Dianthus gracilis Sm.
- Dianthus graniticus Jord.
- Dianthus gratianopolitanus Vill. - Cheddar Pink
- Dianthus haematocalyx Boiss. et Heldr.
- Dianthus hungaricus Pers.
- Dianthus imereticus (Rupr.) Schischk.
- Dianthus integer Vis.
- Dianthus knappii Asch. et Kanitz ex Borbas
- Dianthus lumnitzeri Wiesb.
- Dianthus lusitanus Brot.
- Dianthus microlepsis Boiss.
- Dianthus monspessulanus L.
- Dianthus myrtinervius Griseb.
- Dianthus nardiformis Janka
- Dianthus nitidus Waldst. et Kit.
- Dianthus pavonius Tausch
- Dianthus petraeus Waldst. et Kit. Dianthus superbus

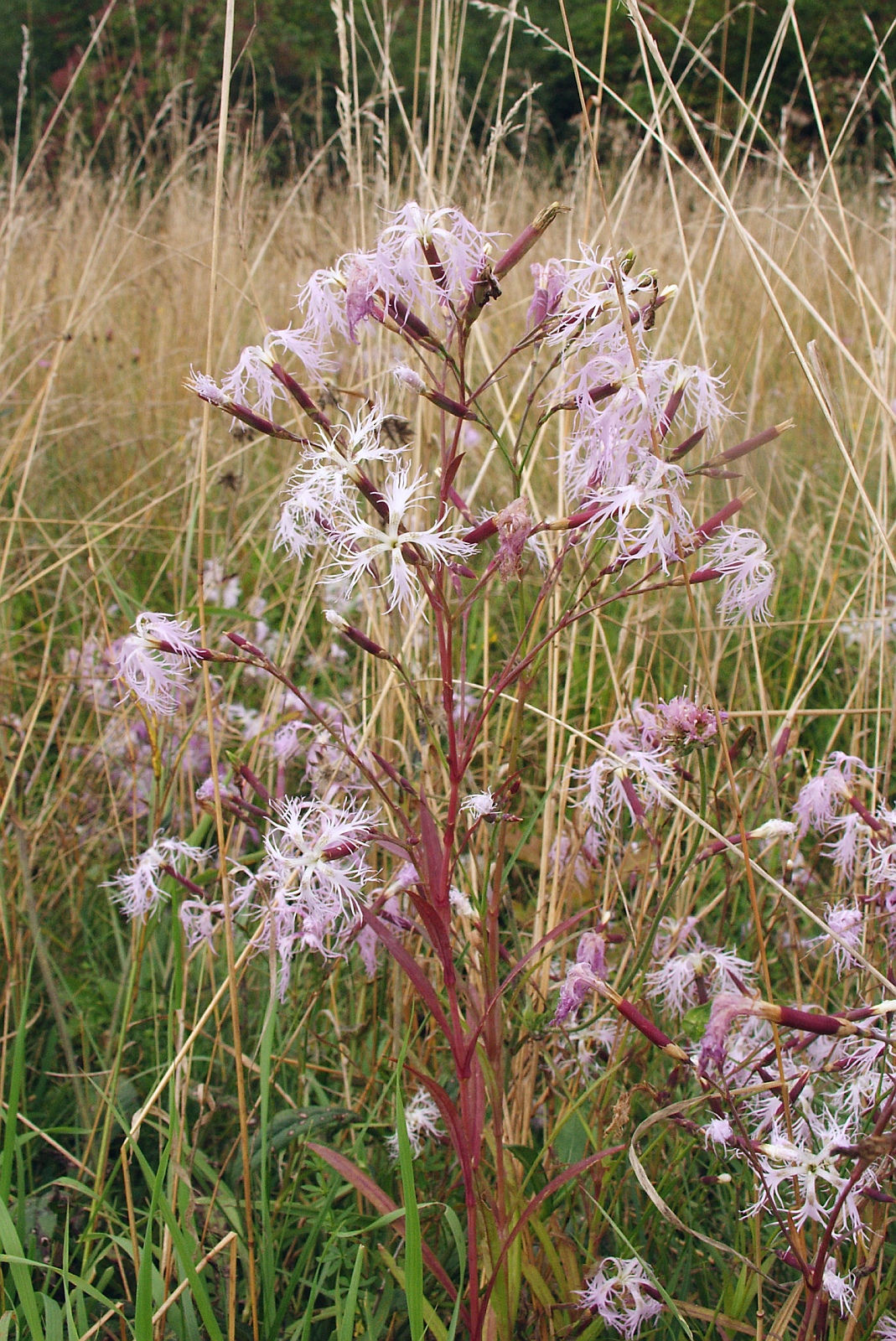
Dianthus superbus

- Dianthus pinifolius Sm.
- Dianthus plumarius L. - Wild Pink
- Dianthus pungens L.
- Dianthus pyrenaicus Pourr.
- Dianthus repens Willd. - Boreal Carnation
- Dianthus scardicus Wettst.
- Dianthus seguieri Vill.
- Dianthus serotinus Waldst. et Kit.
- Dianthus simulans Stoj. et Stef.
- Dianthus spiculifolius Schur
- Dianthus squarrosus Bieb.
- Dianthus subacaulis Vill.
- Dianthus superbus L.  - Large Pink
- Dianthus sylvestris Wulfen
- Dianthus viscidus Bory et Chaub.
- Dianthus waldsteinii Sternb.
- Dianthus zonatus Fenzl